# Tara Würth
Tara Würth (Croazia, 30 settembre 2002) è una tennista croata.

## Biografia
Tara Würth si è aggiudicata 6 titoli in singolare e 1 titolo in doppio nel circuito ITF. 
Da professionista ha raggiunto la 145ª posizione del ranking WTA il 17 aprile 2023, mentre in doppio la 371ª posizione il 10 aprile 2023.
Fa parte della squadra croata di Fed Cup dal 2021, ha ottenendo due successi e sette sconfitte.

## Circuito WTA 125

### Doppio

#### Sconfitte (1)
| N. | Data            | Torneo          | Superficie  | Compagno          | Avversarie in finale                 | Punteggio   |
| 1. | 9 novembre 2024 | Cali Open, Cali | Terra rossa | Katarina Zavac'ka | Veronika Erjavec Kristina Mladenovic | 2-6, 6(4)-7 |

## Statistiche ITF

### Singolare

#### Vittorie (6)
| Torneo $100.000 (0) |
| Torneo $80.000 (0)  |
| Torneo $60.000 (3)  |
| Torneo $40.000 (1)  |
| Torneo $25.000 (2)  |
| Torneo $15.000 (0)  |

| N. | Data             | Torneo                                                   | Superficie  | Avversaria in finale | Punteggio     |
| 1. | 5 settembre 2021 | CMG Tennis Cup, Trieste                                  | Terra rossa | Mirjam Björklund     | 3-6, 6-4, 7-5 |
| 2. | 2 luglio 2022    | Città di Tarvisio Tennis Cup, Tarvisio                   | Terra rossa | Lea Bošković         | 7-5, 6-0      |
| 3. | 17 luglio 2022   | Torneo Internazionale Femminile Antico Tiro a Volo, Roma | Terra rossa | Chloé Paquet         | 6-3, 6-4      |
| 4. | 8 aprile 2023    | Split Open, Spalato                                      | Terra rossa | Sára Bejlek          | 6-2, 3-6, 6-4 |
| 5. | 18 maggio 2024   | Zagreb Ladies Open, Zagabria                             | Terra rossa | Lola Radivojević     | 7-5, 6-3      |
| 6. | 17 maggio 2025   | Zagreb Open, Zagabria                                    | Terra rossa | Guiomar Maristany    | 6-2, 4-6, 6-3 |

#### Sconfitte (5)
| Torneo $100.000 (0) |
| Torneo $80.000 (0)  |
| Torneo $60.000 (1)  |
| Torneo $40.000 (1)  |
| Torneo $25.000 (2)  |
| Torneo $15.000 (1)  |

| N. | Data             | Torneo                               | Superficie  | Avversaria in finale   | Punteggio      |
| 1. | 2 febbraio 2020  | Club Megasaray Cup Series, Adalia    | Terra rossa | Georgia Crăciun        | 6-2, 3-6, 3-6  |
| 2. | 26 giugno 2022   | Euro-Commerce Open, Prokuplje        | Terra rossa | Natália Szabanin       | 4-6, 6(5)-7    |
| 3. | 16 ottobre 2022  | The Campus Open, Quinta do Lago      | Cemento     | Jéssica Bouzas Maneiro | 5-7, 4-5, rit. |
| 4. | 12 febbraio 2023 | Federaçáo Portuguesa de Ténis, Porto | Cemento (i) | Greet Minnen           | 2-6, 2-6       |
| 5. | 21 giugno 2025   | Zagreb Ladies Open, Zagabria         | Terra rossa | Dominika Šalková       | 6-2, 3-6, 3-6  |

### Doppio

#### Vittorie (1)
| Torneo $100.000 (0) |
| Torneo $80.000 (0)  |
| Torneo $60.000 (1)  |
| Torneo $40.000 (0)  |
| Torneo $25.000 (0)  |
| Torneo $15.000 (0)  |

| N. | Data          | Torneo                                | Superficie  | Compagna       | Avversarie in finale    | Punteggio        |
| 1. | 29 marzo 2025 | BTC Murska Sobota Open, Murska Sobota | Cemento (i) | Petra Marčinko | Cho I-hsuan Cho Yi-tsen | 6-3, 3-6, [10-4] |

#### Sconfitte (6)
| Torneo $100.000 (0) |
| Torneo $80.000 (0)  |
| Torneo $60.000 (1)  |
| Torneo $40.000 (4)  |
| Torneo $25.000 (1)  |
| Torneo $15.000 (0)  |

| N. | Data             | Torneo                                  | Superficie  | Compagna            | Avversarie in finale                   | Punteggio        |
| 1. | 26 giugno 2022   | Euro-Commerce Open, Prokuplje           | Terra rossa | Leyre Romero Gormaz | Jibek Kulambaeva Prarthana Thombare    | w/o              |
| 2. | 4 febbraio 2023  | Federaçáo Portuguesa de Ténis, Porto    | Cemento (i) | Alice Robbe         | Céline Naef Yanina Wickmayer           | 1-6, 4-6         |
| 3. | 11 febbraio 2023 | Federaçáo Portuguesa de Ténis, Porto    | Cemento (i) | Matilde Jorge       | Ekaterine Gorgodze Leyre Romero Gormaz | 4-6, 6-2, [9-11] |
| 4. | 7 aprile 2023    | Split Open, Spalato                     | Terra rossa | Nika Radišić        | Veronika Erjavec Lina Ǵorčeska         | 1-6, 4-6         |
| 5. | 17 agosto 2024   | Serbian Tennis Tour, Kuršumlijska Banja | Terra rossa | Živa Falkner        | Petra Marčinko Lola Radivojević        | 6(5)-7, 4-6      |
| 6. | 23 novembre 2024 | Empire Women's Indoor, Trnava           | Cemento (i) | İpek Öz             | Dominika Šalková Julie Štruplová       | 4-6, 4-6         |